# Hylaeus arenarius
Hylaeus arenarius là một loài Hymenoptera trong họ Colletidae. Loài này được Morawitz mô tả khoa học năm 1876.